# Гопалпур (подокруг)
Гопалпур (бенг. গোপালপুর, англ. Gopalpur) — подокруг в центральной части Бангладеш. Входит в состав округа Тангайл. Административный центр — город Гопалпур.

## История
Образован в 1920 году.

## Демография
По данным переписи 1991 года численность населения подокруга составляла 252 747 человек. Плотность населения равнялась 1307 чел. на 1 км². Уровень грамотности населения составлял 28,4 %.

## Религия
Религиозный состав по переписи 1991 года: мусульмане — 95,5 %, индуисты — 4,4 %, прочие — 0,1 %.

## Административное деление
Подокруг Гопалпур состоит из одноимённого муниципалитета и семи союзных паришад: Аламнагар, Дхопаканди, Хадира, Хемнагар, Джхавайл, Мирзапур и Нагда-Симла.